# Dobrolet Airlines
Dobrolet (tiếng Nga: Добролёт) là hãng hàng không giá rẻ của Nga có trụ sở tại Sân bay quốc tế Sheremetyevo là một công ty con của Aeroflot. Hãng có các chuyến bay heo lịch trình tới các điểm đến trong nước Nga.
Thời điểm tháng 8/2014, đội tàu bay của hãng có 2 máy bay Boeing 737-800 NG và một chiếc SSJ-100. Dự kiến cuối năm 2014, hãng sẽ tăng đội bay lên 8 chiếc máy bay Boeing 737-800 NG. Hãng này nằm trong danh sách cấm vận mới bổ sung hôm 30/7/2014 của Liên minh châu Âu trong đợt cấm vận nước Nga do các vụ việc liên quan đến Ukraina.
Ngày 3/8/2014, hãng tuyên bố ngừng hoạt động.